# خرگوش کوهی جنوبی
خرگوش کوهی جنوبی (نام علمی: Dendrohyrax arboreus) نام یک گونه از سرده خرگوش‌های کوهی درختی است.